# До будущей весны
А если ещё раз обманут. Как же тогда жить? Как детей учить?
«До будущей весны» — советский фильм-мелодрама 1960 года. Дебютная, ВГИКовская дипломная работа режиссёра Виктора Соколова, рецензент — председатель экзаменационной комиссии С. И. Ростоцкий. Автор сценария — писатель С. А. Воронин, главный редактор журнала «Нева».
Увидев игру Иннокентия Смоктуновского в этом фильме, Г. М. Козинцев пригласил его на роль заглавного героя в фильме «Гамлет», которая стала для актёра «коронной».

## Сюжет
«Училка» — это что за слово? В русском языке я такого слова не знаю, а вы? У каждого человека есть имя. А у взрослых есть ещё и отчество.
Героине картины, студентке Ленинградского пединститута Вере первая любовь вместо ожидаемого счастья принесла горькое разочарование и боль. Предательство любимого, в котором она так обманулась, обожгло душу девушки, она вопреки своему имени утратила и веру в людей, и уверенность в себе, став подозрительной и замкнутой.
Из большого города Вера, бросив институт, вместе с маленькой дочкой уезжает в глухую деревню, где её никто не знает.
В сельской школе ученики начального класса поначалу испытывали терпение молодого педагога всяческими шалостями: то ёжика подложат, то щенка на урок притащат, — но вскоре новая «училка» им полюбилась.
Работа в школе стала для Веры большой радостью, только с детьми она чувствовала себя легко и уверенно. Но вне школы она остаётся молчаливой и сдержанной. Вскоре у неё появляется друг — учитель соседней школы Алексей Николаевич, чуткий и отзывчивый человек. Но в разговорах о жизни, о людях, о работе они постоянно спорят, между ними всегда стоит какая-то тень, омрачающая дружбу. Как-то на брошенный мимоходом отзыв школьной уборщицы об учителе: «Хороший он» Вера возражает: «Хорошие — только дети», но в душе она уже давно тянется к этому «большому ребёнку».
Вскоре к Вере приезжает отец, который с удивлением обнаруживает, что у него теперь есть внучка. Он собирается забрать Веру с собой на Урал, где работает на железной дороге. В день отъезда отец видит, как сердечно относятся к его дочери полюбившие её жители деревни — и взрослые, и дети, прибежавшие на пристань проводить Веру. На пристани девушка встречает приехавшего Алексея Николаевича, который на прощание говорит, что понимает, почему она уезжает… И Вера остаётся. А её ученики, обсуждая её решение остаться, говорят о ней между собой уже не как об «училке», а как о своей учительница Вере Николаевне.

### Дополнительно
На уроке Вера Николаевна читает детям рассказ Льва Толстого «Филипок».
В фильме Алексей Николаевич говорит: «Человеку и в космосе нужна ветка сирени», уточняя, что это он прочитал «в Комсомолке» — речь идёт о популярной в те годы фразе, породившей спор «физиков» и «лириков», конец которому положил Юрий Гагарин.
На достигнутые в то время успехи в сфере освоения космоса намекает и другая сцена, где малыш просит почитать ему книжку — роман Жюля Верна «Из пушки на Луну», написанный в 1865 году.

## В ролях
- Людмила Марченко — Вера Николаевна, учительница
- Иннокентий Смоктуновский — Алексей Николаевич Ручьев, учитель
- Валентин Архипенко — отец Веры
- Мария Призван-Соколова — Настя, уборщица
- Галина Васильева — Наташа
- Владимир Андреев — Василий
- Николай Новлянский — Силантьич
- Кларина Фролова-Воронцова — болтливая тетка
- Игорь Богданов — Митька
- Вова Бойцов — Васька
- Лена Папп — Алёнка
- Оля Юдина — Надюшка

### Иннокентий Смоктуновский
Режиссёру Соколову порекомендовала Иннокентия Смоктуновского на роль учителя монтажёр Рашель Мильман. Художественным руководителем фильма был Г. М. Козинцев, и это прямо повлияло на выбор исполнителя роли Гамлета Козинцев позже так отзывался о Смоктуновском: «Он привлекает тем, что в нём горит какой-то внутренний свет, я иначе это не могу назвать».

Мало кто знает, что благодаря этому фильму я был приглашён на Гамлета. Григорий Козинцев был на одной из репетиций этого фильма. Пришёл какой-то человек (я даже не знал его в лицо), и когда я стал с режиссёром спорить и ставить сцену так, как мне представлялось правильным, этот не знакомый мне человек как-то так, знаете ли, засопел. После репетиции Г. Козинцев был взволнован и сказал, что он нашёл то, что искал. Вдруг подошёл ко мне и сказал: «Я хочу предложить вам роль. Только не пугайтесь! Я хочу предложить вам Гамлета».— Иннокентий Смоктуновский

## Критика
Киновед Римма Карпина отметила, что для актрисы Людмилы Марченко были характерны роли, где её героини — естественные, обычные, заурядные, не сами ищут решения, а призывают к ответу и помощи окружающих — и кто-то им помогает, и в этом фильме зритель видит героиню глазами учителя Алексея Николаевича — и, к счастью, эту роль исполнял Иннокентий Смоктуновский:

Скромный учитель математики Алексей Николаевич, поэтичный и мудрый, с первого, вскользь брошенного взгляда, кажется, сумел ощутить и незащищённость Веры, и пугливую доверчивость её, и наивно-упрямое желание возвести в жизненный закон ошибки собственной молодости. Уже потом, войдя вместе с ним, застенчивым и интеллигентным, в комнату Веры, мы увидим на её столе «Легенду о Вэне Клайберне» и томик «Японской поэзии», заложенный фотографией Улановой.
И вся городская студенческая жизнь Веры предстанет перед нами. Её восторженная оглушённость от богатства впечатлений. И где-то замерещится её неудачная, в чём-то придуманная, обиженная любовь. И объяснится её неумение разобраться в происшедшем, и боль, и страх, и отчаяние, и бегство в далекую деревню. Станут понятны её чуть болезненная, ревностная любовь к ребёнку, и страх за него, и гордое неприятие посторонней помощи, и ранимость, и желание независимости, и робость перед одиночеством, и ложное желание его, перебиваемое стремлением к доброте и участию.
Но всё это возникнет через восприятие не произнесшего ни слова героя Смоктуновского. Как и у героя Смоктуновского, пробудится к Вере уже не острая жалость сострадания, а активное желание её духовного возрождения. Робкая, худенькая учительница с испуганно-обиженными потухшими глазами от общения с ним будет постепенно теплеть, оттаивать, оживать.
Почти все героини Марченко любят. Но проследить за движением их души трудно. Это скрывают даже глаза. Сдвиг можно уловить только через восприятие героя Смоктуновского, фиксирующего всё моментально и точно. И хотя немногословный его герой не потребует пока от Веры ни душевных откровений, ни кардинальных решений, — они предопределены.
— киновед Римма Карпина,  «Актёры советского кино», № 6, 1970 год
По мнению Владимира Андреева, для фильма был удачно выбран внешний образ Смоктуновского — для роли его покрасили в блондина:

Актёру Иннокентию Смоктуновскому, игравшему учителя, очень шла блондинистость. Его подзавивали, и голова делалась не то что беспомощной, а, в сочетании с глазами и удивительной мягкой улыбкой, головой человека, которого не очень прилично обижать. И всё-таки жизнь обижает. Прочитывалась тема человека одинокого, человека, к которому люди тянутся и которого, наверное, любят. И вместе с тем это человек, обречённый на одиночество, несмотря на свою душевную щедрость. Но однажды ему суждено встретиться с другим одиноким человеком: его герой, сельский учитель, встречается с сельской учительницей, одинокой мамой, и видит, как доверчиво тянутся навстречу ему руки ребёнка.

## Комментарии
1. ↑  источник фразы - письмо Э. Поповой в редакцию «Комсомольской правды» (опубликовано 11 октября 1959 года под заглавием «Мир вещей и мир человеческой души») вызвавшее спор на страницах газет «Литературная газета» и «Комсомольская правда» в частности в статьях Льва Кассиля «Космос и ветка сирени…» и Ильи Эренбурга; обсуждение вопроса приобрело широкий масштаб, и даже рассматривалось на Политбюро. Итог этому спору «физиков» и «лириков» подвёл Юрий Гагарин: «Конечно, нужна! Да как же иначе?»[2][3][4].
2. ↑  — Ты мне книжку обещал прочитать «Из пушки на Луну».
— Будет сделано. Только что там интересного?
— Как что? Фантастика!
— Да какая там фантастика…
3. ↑  Вышедшая в 1959 году в Москве в переводе с английского О. В. Волкова книга Чесинс А., Стайлз В. «Легенда о Вэне Клайберне» — об американском пианисте Вэне Клайберне
4. ↑  Получившая широкую известность книга «Японская поэзия» издания 1956 года — это первая книга переводов японистов Анны Глускиной и Веры Марковой, открывшая русским читателям японскую поэзию.